# Karpathos (obecní jednotka)
Karpathos (řecky Κάρπαθος) je řecká obecní jednotka na stejnojmenném ostrově v Egejském moři v souostroví Dodekany. Zaujímá jižní část ostrova. Je částí stejnojmenné obce a regionální jednotky. Na severu sousedí s obecní jednotkou Olympos.

## Obyvatelstvo
Obecní jednotka Karpathos se skládá ze 9 komunit, z nichž největší je komunita Karpathos. V závorkách je uveden počet obyvatel.
- Obecní jednotka Karpathos (5670) o rozloze 102,756 km² — komunity: Aperi (355), Arkasa (564), Karpathos (2788), Menetes (662), Mesochori (371), Othos (281), Pyles (216), Spoa (169), Volada (264).